# Bucky
Bucky es el nombre usado por varios personajes de ficción diferentes que aparecen en los cómics estadounidenses publicados por Marvel Comics, generalmente como un compañero del Capitán América. La versión original fue creada por Joe Simon y Jack Kirby y apareció por primera vez en Capitán América Comics #1 (marzo de 1941), publicado por el predecesor de Marvel, Timely Comics. El nombre ha sido llevado por cinco personajes masculinos, el original Bucky Barnes, así como Fred Davis, Jack Monroe, Rick Jones, Lemar Hoskins y dos mujeres, Julia Winters y Rikki Barnes.

## James Buchanan Barnes
James Buchanan "Bucky" Barnes fue el primer individuo en usar el alias de Bucky antes de ser devuelto de la supuesta muerte como el Soldado del Invierno asesinado y luego asumió el papel de Capitán América cuando se suponía que Steve Rogers había muerto.

### Poderes y habilidades
Habiendo entrenado con Steve Rogers (el Capitán América original en la Segunda Guerra Mundial) y otros en el tiempo previo a la Segunda Guerra Mundial, "Bucky" Barnes es un maestro del combate cuerpo a cuerpo y artes marciales, además de ser un experto en el uso de armas militares como armas de fuego y granadas. También usó cuchillos de lanzar en ocasiones y fue un talentoso explorador avanzado. Su tiempo como agente soviético encubierto conocido como el Soldado de Invierno ayudó a perfeccionar sus habilidades, haciéndolo igual a su predecesor en habilidades de combate, y un experto asesino y espía. También habla con fluidez muchos idiomas, incluyendo inglés, español, portugués, alemán, ruso, latín y japonés. Él puede entender francés.
El brazo izquierdo del Soldado del Invierno es una prótesis cibernética con fuerza sobrehumana y mayor tiempo de reacción. El brazo puede funcionar cuando no está en contacto con Barnes y puede descargar pernos de energía eléctrica desde su palma. El brazo puede descargar un EMP causando que la electrónica se apague o se vuelva inútil. El uso de EMP de Barnes se muestra cuando Barnes lo utiliza para apagar un LMD de Nick Fury y cuando intenta usarlo en Iron Man. El brazo tiene una función holográfica para disfrazarlo como un brazo de carne y hueso.
Como Capitán América, posee el escudo original e indestructible de aleación de vibranio utilizado por su antecesor, así como una combinación de Kevlar / Nomex, traje que absorbe los golpes. A menudo lleva varias armas convencionales como cuchillos, pistolas, en su mayoría un Colt 1911-A1.45 y un P08 Luger, y granadas.

## Fred Davis
Fred Davis Jr., creado por Steve Englehart y Sal Buscema, apareció por primera vez en What If # 4 (agosto de 1977). Fue el final de la Segunda Guerra Mundial y la representación de la posguerra de Bucky.
En el contexto de las historias, el presidente Harry Truman temía que la muerte del Capitán América y Bucky, si se revelaran, sería un golpe para la moral. Le pidió a William Naslund, de los Cruzados, que asumiera la identidad del Capitán América. Naslund contó con la asistencia de Fred, un antiguo bateador de los Yankees de Nueva York que se hizo pasar por Bucky en 1942. El Capitán América y Bucky terminaron el resto de la guerra y continuaron luchando contra el crimen con el Escuadrón de Todos los Ganadores. Naslund fue asesinado en 1946, momento en el que la identidad del Capitán América pasó a Jeff Mace. Davis ayudó a Mace hasta que fue baleado y herido en 1948, lo que lo obligó a retirarse con una permanente cojera.
En 1951, Davis se unió a la organización secreta V-Batallón que cazaba criminales de guerra, y finalmente se convirtió en uno de sus líderes. Más tarde en su vida, fue asesinado por un agente durmiente ruso que quería enviar un mensaje al Bucky original.

### Poderes y habilidades
Como Bucky, Davis fue entrenado en combate cuerpo a cuerpo y acrobacias. También era un jugador de béisbol.

## Jack Monroe
En 1953, un huérfano llamado Jack Monroe, que idolatraba al Capitán América y Bucky, descubrió que su profesor de historia también tenía una pasión similar, en la medida de someterse a cirugía plástica para hacer que se vea como Steve Rogers y asumiendo su nombre también. Además, "Rogers" había descubierto, en algunos archivos antiguos nazis guardados en un almacén en Alemania, la fórmula perdida para el suero del súper soldado que le habían dado al Capitán América sus habilidades. Los dos utilizaron el suero y comenzaron a combatir los comunistas como el Capitán América y Bucky. Desafortunadamente, "Rogers" y Monroe no eran conscientes del proceso de estabilización "Vita-Rayo" utilizado en el original Capitán América. Como resultado, a pesar de que sus cuerpos estaban mejorando al pico de la eficiencia humana, lentamente entraron en la paranoia y peligrosamente locos. A mediados de 1954 estaban irracionalmente atacando a cualquiera que percibían como un comunista. En 1955, el FBI logró darles caza y los colocó en animación suspendida. El Capitán América y Bucky de 1950 serían revividos años más tarde tras el regreso de Steve Rogers, yendo en otro alboroto, y serían derrotado por el hombre al que habían modelado después. Monroe se curó finalmente de su locura y tomó la identidad de superhéroe de Nómada, una identidad que Rogers había tomado una vez en los años 70 (cuando descartó el manto de Cap como consecuencia de la versión de Marvel del Escándalo Watergate, dirigido por el Imperio Secreto), incluso haciendo equipo con el Capitán América original en varias ocasiones. En un momento dado durante su carrera en solitario, Monroe fue herido de gravedad suficiente como para necesitar que se colocará en la inmovilización, una vez más. Fue revivido y le lavaron el cerebro por Henry Peter Gyrich (que estaba a su vez siendo manipulado por Barón Strucker). Monroe se vio obligado a convertirse en el nuevo Plaga del Inframundo y enviado a matar al equipo de supervillanos reformados conocido como Thunderbolts. Monroe finalmente se liberó de los condicionamientos, ayudó a los Thunderbolts para derrotar a Gyrich, y después desapareció. Monroe fue visto por última vez reasumiendo su traje de Nómada original. En este momento, que había comprobado en su antiguo compañero que llamó Bucky, que había sido adoptado desde entonces. Monroe estaba empezando a tener delirios de nuevo, y comenzó a alucinar, la cordura se volvió a desestabilizar, como cuando por primera vez fue Bucky. En la misma historia, Jack Monroe fue asesinado por el Soldado del Invierno (James Buchanan Barnes, el original Bucky) y lo arrojó en el maletero de un automóvil.

### Poderes y habilidades
Monroe había aumentado la fuerza y reflejos superior a la de cualquier atleta olímpico. Monroe tiene una amplia experiencia en el combate cuerpo a cuerpo, habiendo recibido clases personales por Capitán América. También es un experto tirador.

## Rick Jones
Poco después de despertar en la Edad Moderna, Steve Rogers conoció al perenne compañero de Marvel, Rick Jones. Un poco demente de su tiempo encerrado en el hielo, Rogers se remite a Rick como Bucky que se parecía mucho. Jones también se puso el traje de Bucky en un intento de hacerse socio de Capitán América. Sin embargo, Rogers fue sacudido aún por la culpa sobre la muerte del original Bucky, y se negó a hacer este arreglo permanente, aunque Jones insistió en que Rogers debe poner fin a la tragedia detrás de él. Mientras el tiempo de Jones en esta identidad es de corta duración y la tarea de valorar al original Bucky fue de enormes proporciones, se aprovecha de él con una formación muy valiosa de Rogers.

### Poderes y habilidades
Durante su cargo de Bucky, Jones recibió entrenamiento en combate de gimnasia junto con el combate cuerpo a cuerpo por el Capitán América.

## Lemar Hoskins
Como el Super-Patriota, John Walker se unió a un grupo conocido como Bold Urban Commandos (BUCkies) como un equipo de respaldo que a veces se usaba en ataques organizados contra el Super-Patriota durante sus manifestaciones públicas. El principal socio de Walker fue el afroamericano Lemar Hoskins, quien se le permitió continuar sirviendo como socio de Walker cuando Walker se convirtió en el Capitán América, mientras que los otros buckies, descontentos después de haber sido dejado de lado por la Comisión de Actividades Superhumanas, se convirtió Left-Winger y Right-Winger. Hoskins usó el nombre y el traje de Bucky hasta que se dio cuenta de las connotaciones racistas del alias cuando se le aplicó (antes de la guerra civil americana, un esclavo masculino fue referido a menudo como un "buck"). Luego asumió el nombre de "Battlestar".

### Poderes y habilidades
Hoskins tenía fuerza sobrehumana, resistencia, durabilidad y capacidad de recuperación como resultado del proceso experimental mutagénico realizado en él por Karl Malus en nombre del Rompe Poder. Su agilidad y reflejos son del orden de un superior atleta olímpico. Hoskins también está altamente capacitado en la gimnasia y la acrobacia. Es un combatiente excepcional cuerpo a cuerpo, y recibió un riguroso entrenamiento en combate sin armas de la Comisión en Actividades Sobrehumanas.

## Rikki Barnes
Rikki Barnes, que era de la Tierra alterna creada por Franklin Richards a raíz del incidente Onslaught. Rikki Barnes es todavía un miembro de los Jóvenes Aliados en la Contra-Tierra. A raíz de la serie Onslaught Reborn, otro Rikki Barnes (de un universo alternativo Heroes Reborn donde los Cuatro Fantásticos y Vengadores nunca se fueron) ha sido transportado a la Tierra. Ella trató de hacer contacto con el nuevo Capitán América (Bucky Barnes) poniéndose en contacto con Patriota, trabó amistad con el Patriota en el proceso. En una nueva miniserie ella asume la identidad de Nómada.

### Poderes y habilidades
Rikki es una atleta natural, que fue entrenada por S.H.I.E.L.D. y Capitán América. Ella es una boxeador talentosa, tiradora, y acróbata con la familiaridad con dispositivos tecnológicos de un agente de S.H.I.E.L.D. Como Bucky ella llevaba un traje a prueba de balas del Bucky original. También hizo uso de un escudo de energía fotónica con aleación de vibranium, con botas con suela de vibranium que le permitió correr por las paredes, moverse en silencio, saltar grandes distancias y aterrizar desde grandes alturas. También posee una pistola.

## Julia Winters
Otras personas que han utilizado el alias Bucky incluyen un bebé sin nombre que Nómada cuidó por un tiempo (después de lo cual fue adoptada y se le dio el nombre de Julia Winters)

## Otras versiones
En el DC Comics / Marvel de un solo disparo cruzado entre empresas, Batman / Capitán América (diciembre de 1996), escrito y dibujado por John Byrne y establece durante la Segunda Guerra Mundial, Bucky toma brevemente a Dick Grayson / Robin en lugar como del compañero de Batman, mientras que Robin se convierte el compañero del Capitán América. En esta realidad alternativa (ambientada en una de las numerosas continuidades de "Elseworlds" de DC Comics ), Bucky muere (fuera de página) como lo había hecho en numerosos recuerdos de Avengers y Capitán América.
En la realidad alternativa de la miniserie de cinco puntos de Bullet Points (enero a mayo de 2005), James Barnes nunca se une a Steve Rogers, ya que el programa de Súper Soldado nunca se activó. Sin embargo, Rogers se ofrece como voluntario para el programa 'Iron Man' y, como tal, salva a Barnes y a varios compañeros soldados de un tanque que avanza durante la batalla de Guadalcanal. Desafortunadamente, no es lo suficientemente rápido como para salvar a Barnes del daño severo en sus piernas.
En la línea temporal alternativa de la historia de la "Casa de M" de 2005, James Buchanan Barnes es uno de los agentes del gobierno de los Estados Unidos (junto con Mimic y Nuke) enviado a Genosha para matar a Magneto y a tantos de sus seguidores como sea posible. Nuke y Mimic sirvieron de distracción mientras el agente Barnes se coló en la sede de Magneto; y aunque apuñala fatalmente al profesor Xavier, Bucky fue asesinado por Magneto.
En el segundo número de la miniserie de Marvel Zombies vs. The Army of Darkness, aparece un Soldado del Invierno zombificado que intenta devorar a Dazzler. Esta versión del Soldado de Invierno finalmente es asesinado por Ash Williams, quien le dispara la cabeza con su "boomstick", incluso habiendo disparado su brazo biónico.
La versión alternativa Ultimate Marvel de Bucky Barnes es un compañero adulto del Capitán América (Steve Rogers). Esta versión es el amigo de la infancia de Steve Rogers que acompaña en misiones como fotógrafo de prensa del Ejército. Sobreviviendo a la guerra y creyendo la muerte del Capitán América, Bucky finalmente se casa con Gail Richards y tiene una gran familia extendida. Durante el cual, a Bucky se le diagnostica cáncer de pulmón por fumar en cadena en la Guerra. Barnes y Gail viven para ver el renacimiento de Steve en el siglo XXI y renuevan su amistad. Después de que Estados Unidos fue tomada por los Libertadores, Bucky es capturado en un cementerio con Steve y permanece invisible. Sin embargo, tanto él como Gail son vistos bajo custodia protectora de S.H.I.E.L.D. después de que se descubre que Red Skull es el hijo ilegítimo de Steve y Gail.
En la realidad alternativa Marvel MAX, la serie máquina de guerra yanqui, Bucky estaba sirviendo en el presente como el Capitán América, ya que el capitán había muerto en su lugar en la Segunda Guerra Mundial. Bucky estuvo acompañado aquí por dos asistentes, Hawkeye y Falcon, ninguno de ellos con un disfraz y ambos se dirigieron por sus nombres reales.
En el 2005, el evento, ¿Qué pasaría si?, la historia del Capitán América, ambientada durante la guerra civil americana, presentó al oficial al mando de Steve Rogers, el Coronel Buck Barnes, a quien los hombres llamaron "Bucky". Sus tendencias mercenarias llevaron a la deserción de Rogers, y cuando más tarde intervino en la transformación de Rogers en Capitán América, su rostro fue destruido, convirtiéndolo en un no muerto que se conoce como la Calavera Blanca.
En Ruinas, que se desarrolla en un futuro alternativo distópico, Bucky es detenido junto a Victor Creed y otros por varios crímenes atroces, incluido el canibalismo.
Un Bucky de universo alternativo aparece en la miniserie de 2011 Capitán América Corps.
Un nuevo Bucky llamado Steve Wilson-Bradley aparece en una línea de tiempo alternativa que se ve en Avengers: The Children's Crusade. Este Bucky es el hijo de Elijah Bradley y Samantha Wilson (la hija de Falcon).
En un mundo donde todos los personajes de Marvel son niños pequeños representados en A-Babies vs. X-Babies, Bucky es el oso de peluche de Steve, llamado Bucky Bear. Él es robado por Scott Summers, iniciando una enorme batalla entre los bebés Vengadores y los bebés X-Men.
El adolescente Bucky aparece como miembro de Battleworld Runaways durante la historia de "Secret Wars" de 2015.